# Henri Binard
Pour les articles homonymes, voir Binard.
Henri Binard, né le 30 décembre 1862 à Bruxelles et mort en février 1939, est un peintre, aquarelliste et pastelliste belge.
Son champ pictural couvre essentiellement les paysages, et plus tardivement, quelques nus. Sa facture est luministe et idéaliste. En 1902, il devient membre du collectif d'artistes Labeur.

## Biographie

### Famille
Henri Binard, né le 30 décembre 1862 rue des Teinturiers no 29 à Bruxelles, est le fils d'Henri Joseph Binard (né à Mélin en 1835), tailleur de pierre, et d'Anne Victorine Duchesne (née à Hamme-Mille en 1836), servante, mariés à Bruxelles le 27 novembre 1858. 
Henri Binard épouse en premières noces Mary Lucy Anna Erskine Murray, dont il divorce à Ixelles le 29 décembre 1909. Il épouse en secondes noces à Bruxelles le 6 avril 1910 Wilhelmine Georgette Thielemans (née à Ixelles le 1er mai 1889), dont il a plusieurs enfants. L'un de leurs témoins de mariage est l'homme de lettres Gaston Heux,.

### Formation
Henri Binard quitte l'école primaire à douze ans et commence à dessiner, le soir, à l'Académie de Saint-Josse-ten-Noode et à apprendre à peindre chez le décorateur Charle-Albert. En 1878, à quinze ans, il se rend à Paris afin d'y travailler comme décorateur. Il profite, lors des saisons inactives, pour copier la nature en plantant son chevalet devant les sites de la vallée de la Seine. Il connaît de grandes difficultés matérielles, mais il ne renonce ni à son indépendance, ni à sa liberté. Lorsqu'il apprend qu'un concours ouvert pour l'entreprise générale de peinture du nouveau Palais de justice de Bruxelles, il se présente et conquiert la palme qui lui permet de diriger un petit bataillon d'ouvriers durant les trois ans qu'il consacre à ce vaste travail décoratif. Il met à profit ses moments de loisirs pour se rendre à la campagne, où il peint des paysages brabançons.
Foncièrement artiste, Henri Binard est cependant hésitant sur la direction de sa vie. Doté d'une belle voix et mélomane, sur les conseils d'un camarade, il entre au Conservatoire royal de Bruxelles, où il obtient en trois saisons, les premiers prix de chant, de comédie (en 1890, il interprète Harpagon dans L'Avare de Molière) et de tragédie. Il décline toutefois les offres d'engagement pour reprendre sa palette, plus en harmonie avec ses aspirations.

### Carrière
La carrière d'Henri Binard commence au Salon de Bruxelles de 1893, où il envoie trois aquarelles, mais il est déçu lorsqu'il voit ses œuvres exposées aux cimaises. Durant une dizaine d'années, il passe quatre ou cinq mois en Grande-Bretagne. À Londres, il participe à la décoration de la Free Mason House et à Blackpool, de L'Alhambra. En automne et en hiver, il travaille à Bruxelles : le jour il étudie les paysages des environs de la capitale, et le soir, il peint d'après nature à l'académie libre de La Patte de Dindon, cercle d'artistes bruxellois dont il devient le président.
En 1894, il se rend en vacances à Nieuport, dont le cadre constitue pour lui une révélation. Il réalise Port endormi qu'il expose seulement en 1902, grâce à Auguste Oleffe, au cercle Labeur, où il est admis. Ses toiles attirent désormais les critiques favorables. En 1912, le roi Albert Ier acquiert L'Initiation, et l'année suivante Idylle lunaire d'Henri Binard.
Fin février 1939, Henri Binard meurt à l'âge de 76 ans.

## Œuvre

### Caractéristiques
Son champ pictural couvre essentiellement les paysages, et plus tardivement, quelques nus. Lors de son séjour à Nieuport en 1894, sa facture connaît une évolution majeure, il quitte le domaine de la peinture industrielle et produit des toiles qui témoignent de son évolution. Personnel dans son art et fidèle à ses principes, il fait sien le domaine des nuits lunaires, des crépuscules recueillis et des matinées brumeuses. Sander Pierron voit le peintre paysagiste du siècle d'or néerlandais Aernout van der Neer comme son aïeul esthétique avec lequel il partage les froides atmosphères hivernales et les apparences des nuits mystérieuses et confidentielles.

Henri Binard déclare en 1906 : 

« Ce qui me fait plaisir est que je pense être moi-même. Si on imite quelqu'un, il est de nécessité élémentaire d'ajouter à l'expression ou au sentiment de ce prédécesseur dont on s'inspire. L'art est une chaîne ininterrompue, les artistes en sont les chaînons[…] Encore quelques années, et j'espère bien arriver à exprimer l'âme des choses, c'est-à-dire le sentiment, la signification que la saison, le moment et l'ambiance passagère prêtent aux éléments constitutifs de la nature quand je l'interprète. On ne doit pas seulement peindre pour l'œil, mais encore pour le cœur. »

Signe : Henri Binard ou Henry Binard

### Expositions

#### Salons triennaux belges
- Salon de Bruxelles de 1893 : Potager à Beersel, Sentier virginal et Sur la butte (aquarelles)[6].
- Salon de Bruxelles de 1900 : Crépuscule (aquarelle)[7].
- Salon de Gand (XXXVIIIe) de 1902.
- Salon de Bruxelles de 1903 : Le Dégel et Le Port endormi[8].
- Salon de Gand (XXXIXe) de 1906 : Coin de port.
- Salon de Bruxelles de 1907 : Derniers rayons et Dunes sous la neige[9].
- Salon de Bruxelles de 1914 : La Lagune (Venise), Impressions de Suisse et Épilogue[10].

#### Autres expositions
- Cercle Labeur : 1902 (Dégel)[3], 1904[11], 1906 (Dunes sous la neige)[11].
- Salon à Paris en 1903 : Le Cormoran[12].
- Cercle artistique de Bruxelles : 1905, 1908 (12 œuvres, dont Le Fleuve), 1911 (Derniers rayons et Splendeur), 1914 (Danaé, Nuit radieuse, L'Automne, La Nuée, Crépuscule)[13].
- Galerie Sneyers à Bruxelles en 1918.
- VIe Salon de Printemps à Bruxelles en 1919 : Vue de Venise[14].
- Salon d'automne de 1920 à Bruxelles : Psyché[15].
- Cercle Pour l'art : 1912 (L'Initiation), 1913 (L'Île enchantée), 1921 (Nuit, Nid, Psyché, Matin, Coin de port), 1923 (Impressions enchantées) et 1925 (Splendeur, L'Arno à Florence)[16].

## Distinction
- Chevalier de l'ordre de Léopold[5].